# وديع بائع الحليب
وديع بائع الحليب مسلسل أنمي ياباني درامي مكون من 26 حلقة انتج سنة 1992 وهو مقتبس عن الرواية الأنجليزية كلب الفلاندرز للكاتبة الأنجليزية ويدا وهو من إنتاج شركة طوكيو موفي شينشا.

## قصة المسلسل
يحكي المسلسل قصة الفتى البائس وديع بائع الحليب الذي يعاون جده والكلب ((مخلص)) الذي وجده ملقي على الأرض يتأوه من شدة الجلد الذي لاقاه من الرجل ذو القلب الغليظ. يشفى الكلب بعد ان يعتني به وديع وجده و تتكون صداقة حميمة بين الكلب والفتى. تتصاعد الأحداث بصورة درامية وتتشابك ففي كل حلقة قصة مثيرة.

## طاقم الدبلجة العربية

### إعداد النص بالعربي
- ريما دحبور
- إيناس النادي

### الاداء الصوتي
- الراوي الفنان الكبير:
- عبد الكريم القواسمي
- سناء مفلح
- إيمان هايل
- طارق عمر
- لينا الزريقي
- مصطفى أبو هنود
- محمد عمر

#### تأليف الأغنية
- طارق عمر.
- أغنية المقدمة ألحان وتوزيع
- أيمن عبدالله.

#### الغناء
- لورين حتر
- زينة الشيخ

## روابط خارجية
- وديع بائع الحليب على موقع IMDb (الإنجليزية)
- وديع بائع الحليب على موقع ألو سيني (الفرنسية)
- وديع بائع الحليب على موقع قاعدة بيانات الفيلم (الإنجليزية)
- وديع بائع الحليب على موقع ANN anime (الإنجليزية)